# Urbandub
Urbandub är ett filippinskt rockband.

## Karriär
Bandet bildades i Cebu City år 2000 och består idag av fyra medlemmar. De har släppt fem studioalbum. Bland deras kändare låtar finns "First of Summer" vars officiella musikvideo hade fler än 1 miljon visningar på Youtube i augusti 2012.

## Diskografi

### Album
- 2001 - Birth
- 2003 - Influence
- 2005 - Embrace
- 2007 - Under Southern Lights
- 2009 - The Apparition